# 全京都建築高等職業訓練校
全京都建築高等職業訓練校（ぜんきょうとけんちくこうとうしょくぎょうくんれんこう）は、認定職業訓練による職業能力開発校。全京都建築労働組合が運営する。
1970年（昭和45年）に京都府の認定を受け設立。

## 所在地
- 京都府京都市南区西九条豊田町3

## 訓練科
- 木造建築科